# Sofia Rechnevskaja
Sofia Grigorjevna Rechnevskaja, född 1821, död 1889, var en rysk författare, översättare, redaktör och förläggare. Hon utgav det i Ryssland framgångsrika kvinnomagasinet "Modebutiken" (Модный магазин) mellan 1862 och 1882. 